# Фулегайо фіджійський
Фулега́йо фіджійський (Foulehaio taviunensis) — вид горобцеподібних птахів родини медолюбових (Meliphagidae). Ендемік Фіджі. Раніше вважався конспецифічним з полінезійським фулегайо та з кікау.

## Поширення і екологія
Фіджійські фулегайо мешкають на островах Вануа-Леву і Тавеуні. Вони живуть у вологих тропічних і мангрових лісах.